# Az Amerikai Egyesült Államok legnagyobb városai tagállamok szerint
Az Amerikai Egyesült Államok tagállamainak legnagyobb városai.

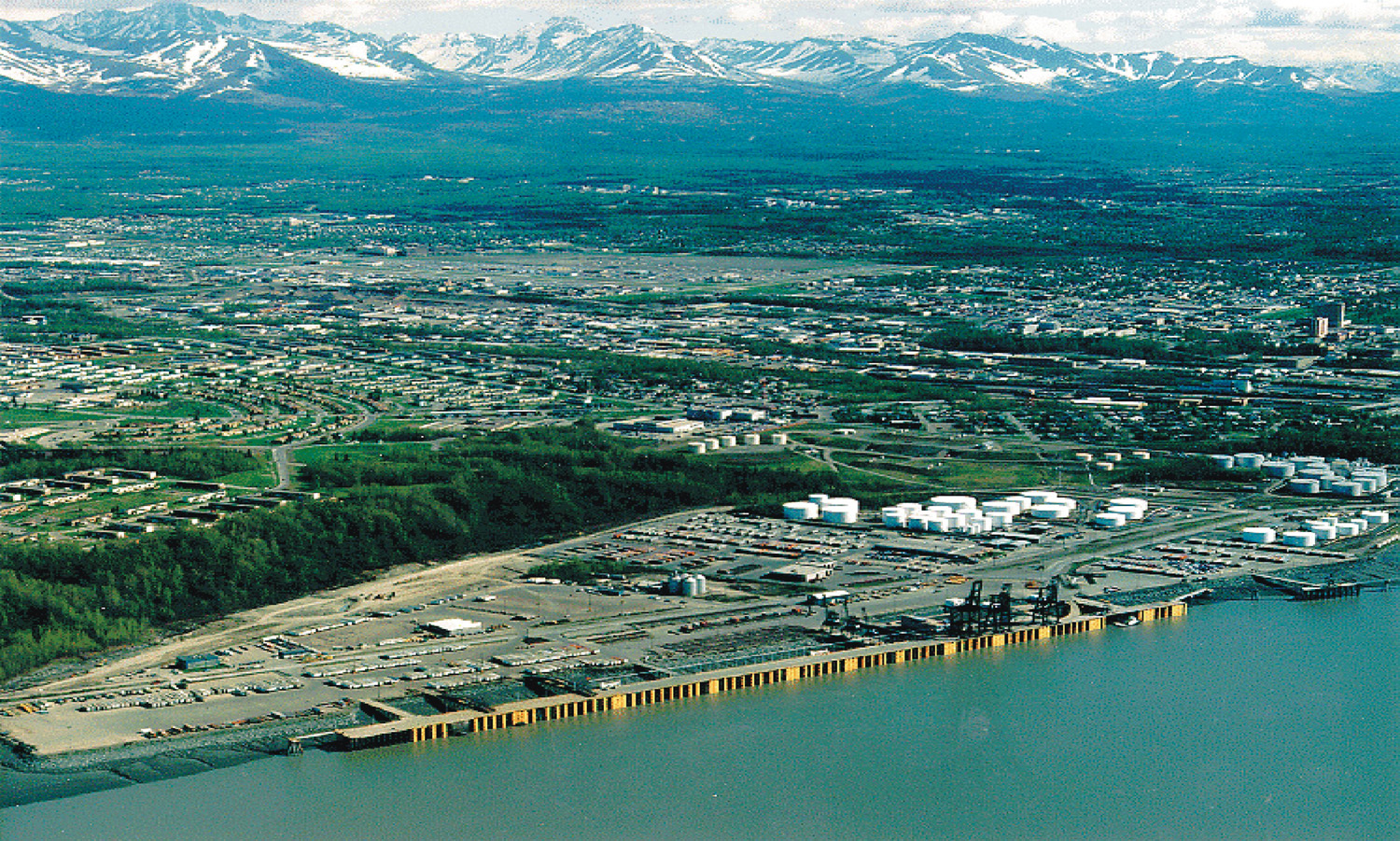
Anchorage, Alaska

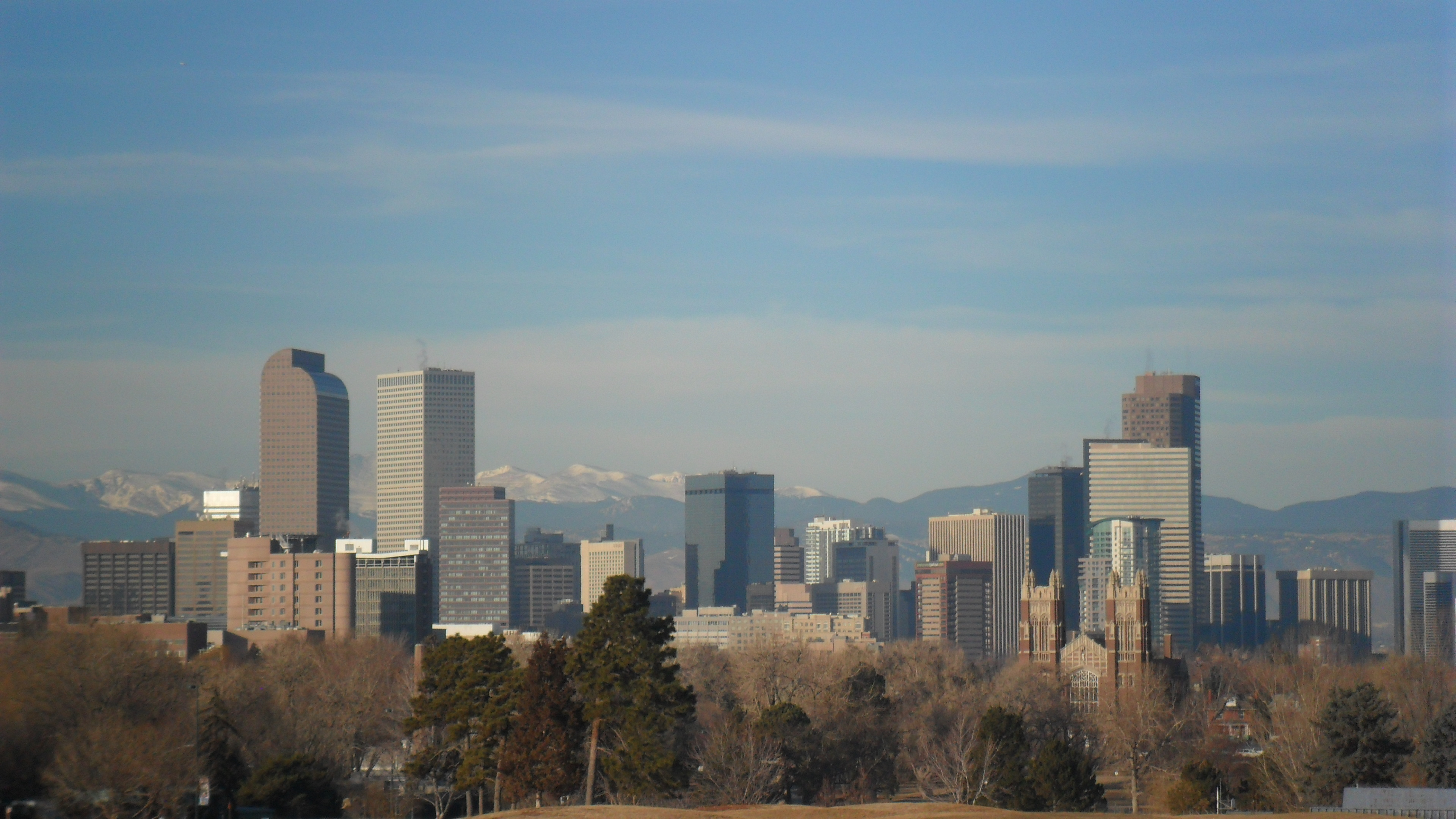
Denver, Colorado

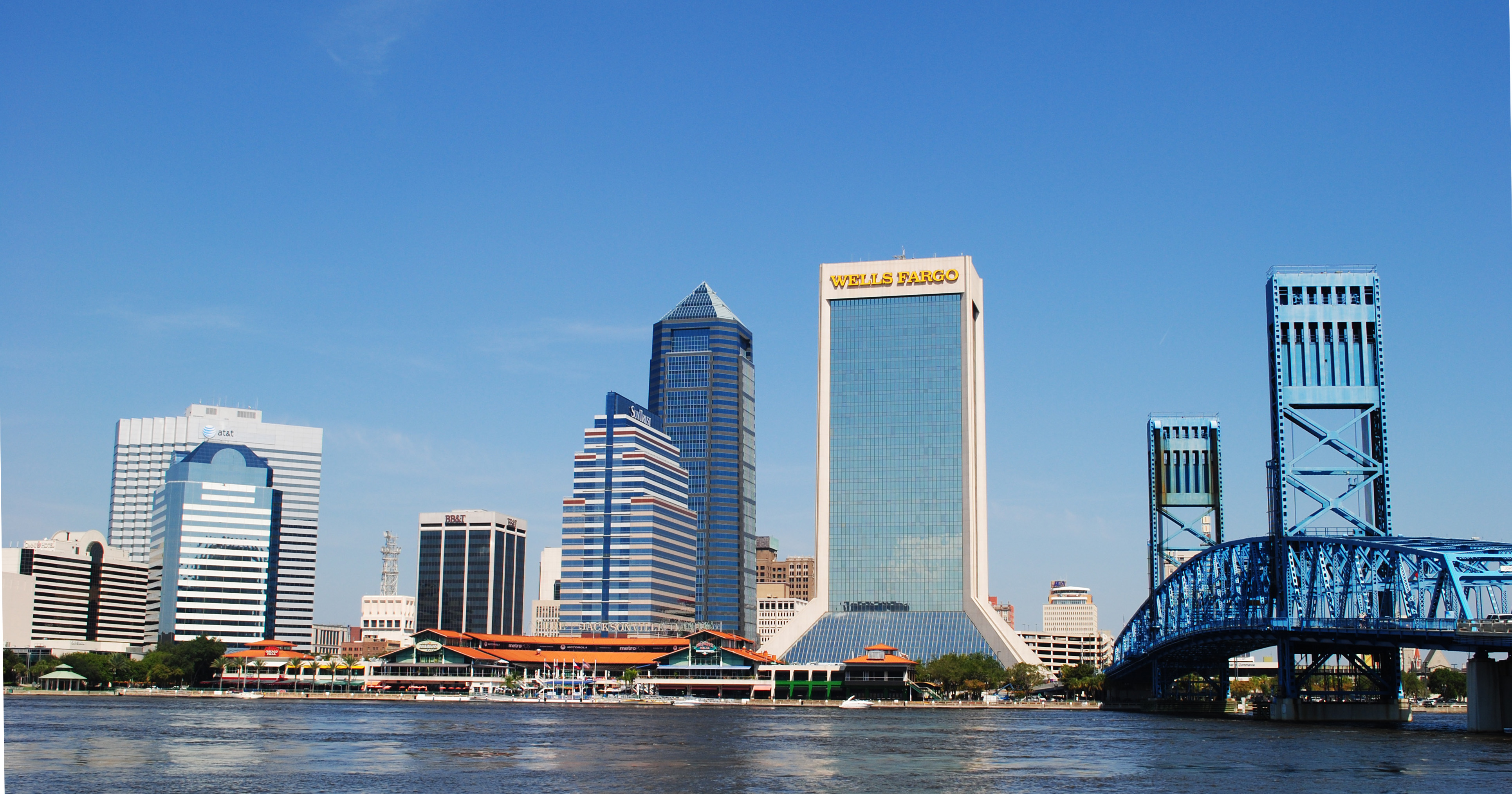
Jacksonville, Florida

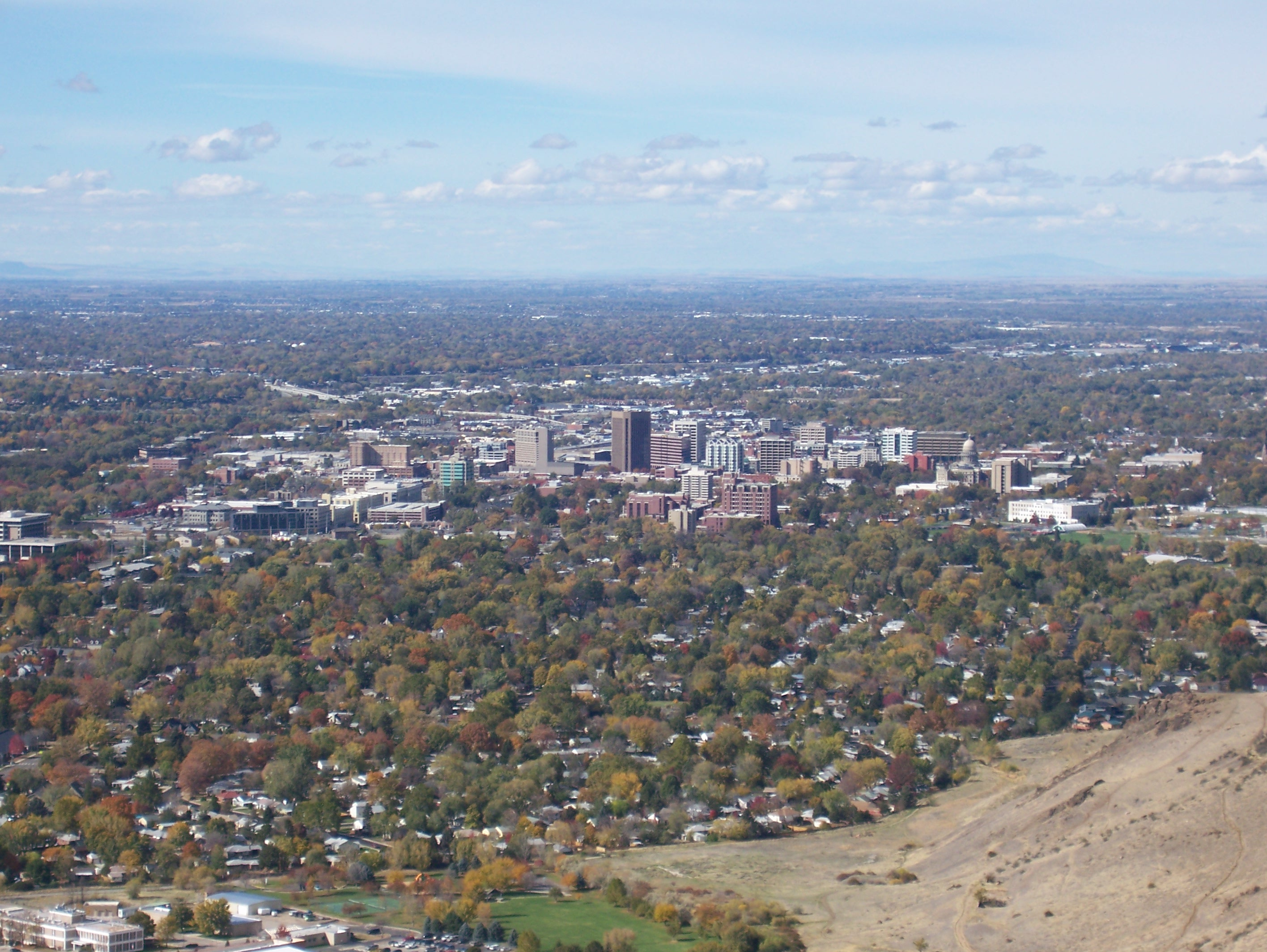
Boise, Idaho

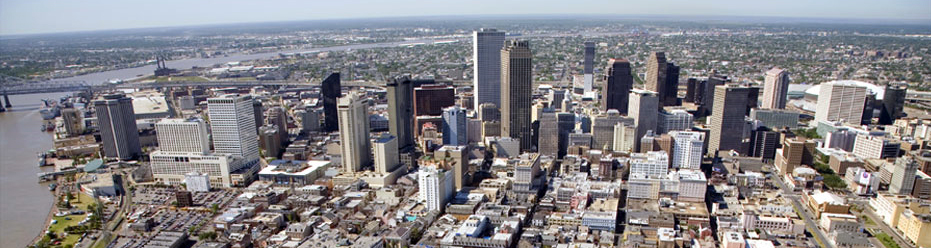
New Orleans, Louisiana

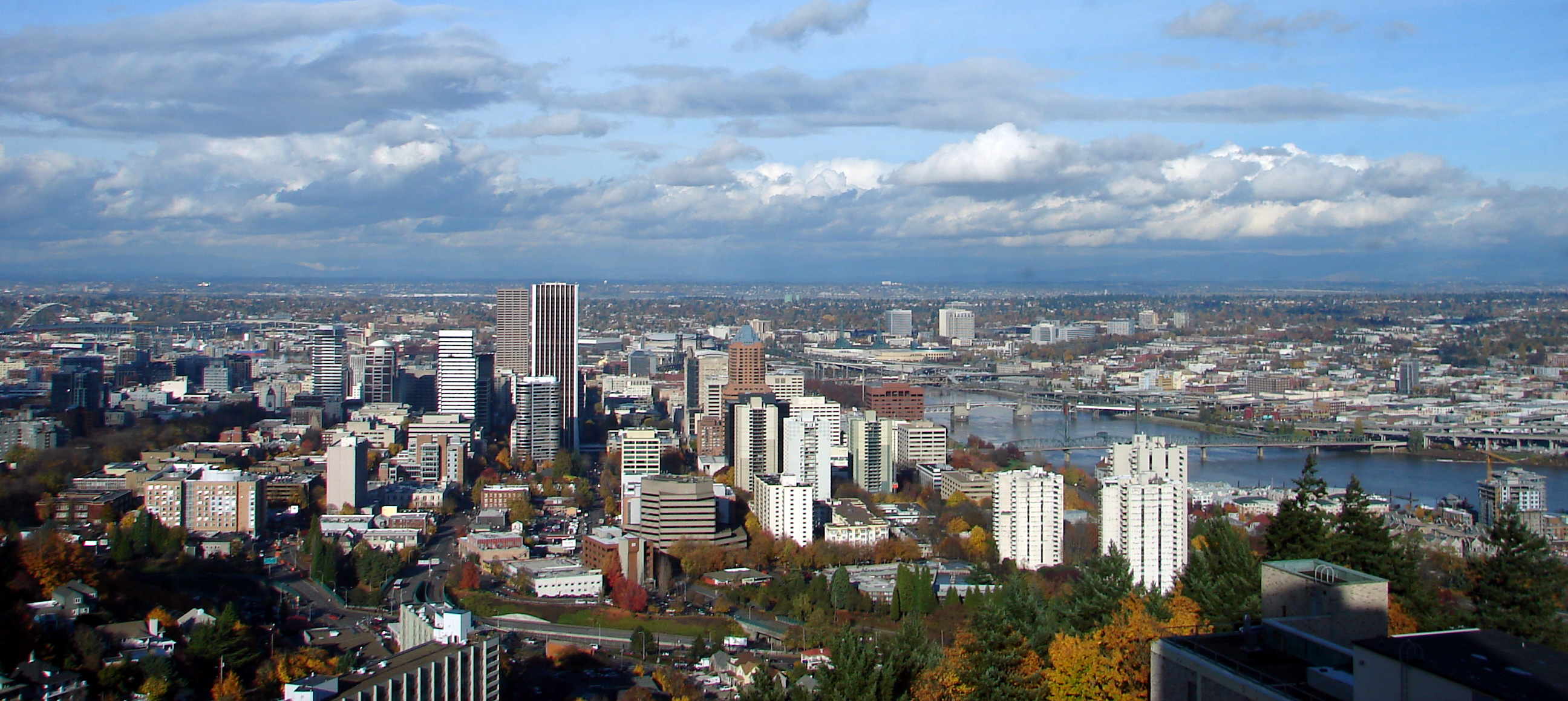
Portland, Oregon

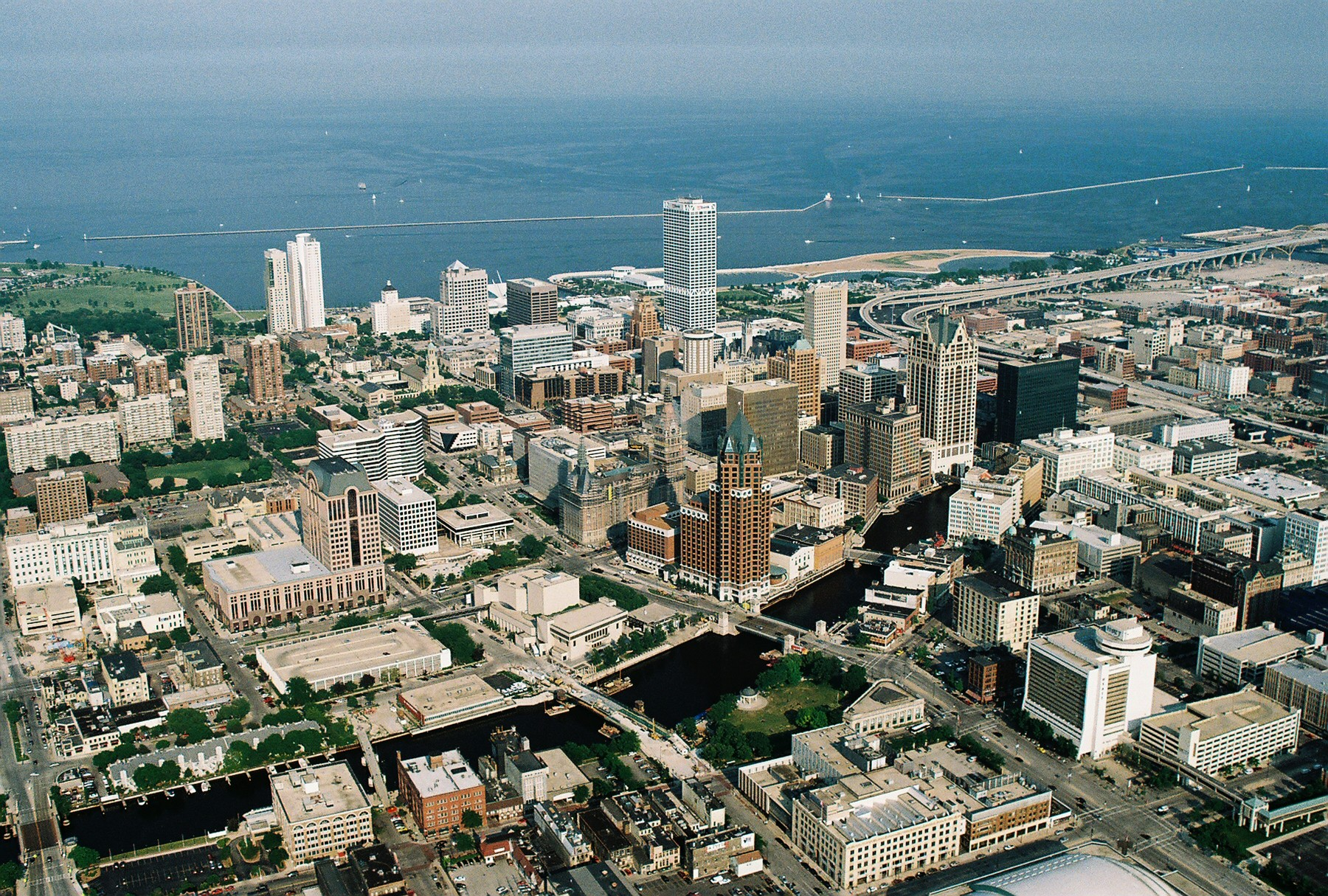
Milwaukee, Wisconsin

| Állam           | Legnagyobb város | Népesség  |
| --------------- | ---------------- | --------- |
| Alabama         | Birmingham       | 212 113   |
| Alaszka         | Anchorage        | 300 950   |
| Arizona         | Phoenix          | 1 513 367 |
| Arkansas        | Little Rock      | 193 524   |
| Colorado        | Denver           | 715 522   |
| Connecticut     | Bridgeport       | 147 216   |
| Delaware        | Wilmington       | 70 898    |
| Dél-Karolina    | Columbia         | 122 819   |
| Dél-Dakota      | Sioux Falls      | 164 676   |
| Észak-Karolina  | Charlotte        | 874 579   |
| Észak-Dakota    | Fargo            | 125 990   |
| Florida         | Jacksonville     | 880 619   |
| Georgia         | Atlanta          | 498 715   |
| Hawaii          | Honolulu         | 350 964   |
| Idaho           | Boise            | 235 684   |
| Illinois        | Chicago          | 2 746 388 |
| Indiana         | Indianapolis     | 887 642   |
| Iowa            | Des Moines       | 214 133   |
| Kalifornia      | Los Angeles      | 3 898 747 |
| Kansas          | Wichita          | 397 532   |
| Kentucky        | Louisville       | 609 893   |
| Louisiana       | New Orleans      | 383 997   |
| Maine           | Portland         | 66 318    |
| Maryland        | Baltimore        | 585 708   |
| Massachusetts   | Boston           | 617 594   |
| Michigan        | Detroit          | 639 111   |
| Minnesota       | Minneapolis      | 382 578   |
| Mississippi     | Jackson          | 172 638   |
| Missouri        | Kansas City      | 508 090   |
| Montana         | Billings         | 109 059   |
| Nebraska        | Omaha            | 434 353   |
| Nevada          | Las Vegas        | 641 903   |
| New Hampshire   | Manchester       | 110 378   |
| New Jersey      | Newark           | 278 427   |
| New York        | New York         | 8 804 190 |
| Nyugat-Virginia | Charleston       | 50 821    |
| Ohio            | Columbus         | 905 748   |
| Oklahoma        | Oklahoma City    | 681 054   |
| Oregon          | Portland         | 652 503   |
| Pennsylvania    | Philadelphia     | 1 526 006 |
| Rhode Island    | Providence       | 190 934   |
| Tennessee       | Memphis          | 633 104   |
| Texas           | Houston          | 2 099 451 |
| Utah            | Salt Lake City   | 199 723   |
| Új-Mexikó       | Albuquerque      | 564 559   |
| Vermont         | Burlington       | 42 284    |
| Virginia        | Virginia Beach   | 448 479   |
| Washington      | Seattle          | 737 015   |
| Wisconsin       | Milwaukee        | 577 222   |
| Wyoming         | Cheyenne         | 65 132    |